# Ron Block
Ronald "Ron" Franklin Block är en amerikansk banjospelare, gitarrist, och singer-songwriter, mest känd som medlem i bluegrassbandet Alison Krauss & Union Station. Han har vunnit 14 Grammyutmärkelser, 6 International Bluegrass Music Awards, en Country Music Association Award, och en Gospel Music Association Dove Award.

## Biografi
Ron Block hörde en mängd musik i en tidig ålder, eftersom hans pappa ägde en musikaffär, Hogan's House of Music, i södra Kalifornien. Hemma lyssnade han mest på bluegrassmusike, och drogs till Bill Monroe , JD Crowe och The Stanley Brothers. Vid 13 års ålder lärde han sig spela banjo efter att han såg Lester Flatt på TV. I tonåren lärde han sig även att spela akustisk och elektrisk gitarr. Senare i sin karriär spelade han in ett soloalbum med instrumentala låtar, som han döpte till Hogan's House of Music (2015), tillägnad musikaffären där han tillbringade mycket av sin ungdom.
På 1980-talet grundade han bandet Weary Hearts, som inkluderade musikerna Eric Uglum, Butch Baldassari och Mike Bub. Han spelade sedan en tid med Lynne Morris Band innan han gick med i bandet Union Station 1991. Under sin karriär har han också spelat in soloalbum, producerad och spelat på album av Dolly Parton, Clint Black, Brad Paisley och Bill Frisell.
Block har skrivit låtar, bland annat till Union Station och sina egna soloalbum. Hans låtar har spelats in av Randy Travis, Rhonda Vincent, Michael W. Smith och The Cox Family Två favoriter av hans egenskrivna låtar är "A Living Prayer" och "There is a Reason", båda inspelade med Alison Krauss & Union Station. Båda låtarna handlar om hans kristna tro.

## Utmärkelser

### Grammy
- (1992) Best Bluegrass Album: Alison Krauss & Union Station - Every Time You Say Goodbye
- (1996) Best Country Collaboration with Vocals: Vince Gill med Alison Krauss & Union Station - High Lonesome Sound
- (1997) Best Bluegrass Album: Alison Krauss & Union Station - So Long So Wrong
- (1997) Best Country Instrumental Performance: Alison Krauss & Union Station - "Little Liza Jane"
- (1997) Best Country Performance by a Duo or Group with Vocal: Alison Krauss & Union Station - "Looking in the Eyes of Love"
- (2001) Best Bluegrass Album: Alison Krauss & Union Station - New Favorite
- (2001) Best Country Performance by Duo or Group with Vocal: Alison Krauss & Union Station - "The Lucky One"
- (2001) Album of the Year: Various Artists - O Brother, Where Art Thou?
- (2003) Best Bluegrass Album: Alison Krauss & Union Station - Live
- (2003) Best Country Instrumental Performance: Alison Krauss & Union Station - "Cluck Old Hen"
- (2005) Best Country Album: Alison Krauss & Union Station - Lonely Runs Both Ways
- (2005) Best Country Instrumental Performance: Alison Krauss & Union Station - "Unionhouse Branch"
- (2005) Best Country Performance by a Duo or Group with Vocal: Alison Krauss & Union Station - "Restless"
- (2011) Best Bluegrass Album: Alison Krauss & Union Station - Paper Airplane

### International Bluegrass
- (1991) Entertainer of the Year - Alison Krauss & Union Station
- (1993) Album of the Year, Alison Krauss & Union Station - Every Time You Say Goodbye
- (1995) Entertainer of the Year - Alison Krauss & Union Station
- (2001) Album of the Year: Various Artists - O Brother, Where Art Thou?
- (2002) Album of the Year: Various Artists - Down from the Mountain
- (2003) Album of the Year: Alison Krauss & Union Station - Live

### Country Music Association
- (1995) Single of the Year - "When You Say Nothing at All"

### Gospel Music Association
- (1998) Best Bluegrass Song - "A Living Prayer"[1]

## Diskografi
| Titel                                         | Övrig info                                                            | Högsta listplacering |
| Titel                                         | Övrig info                                                            | US Bluegrass         |
| --------------------------------------------- | --------------------------------------------------------------------- | -------------------- |
| Faraway Land                                  | - Releasedatum: 7 augusti 2001 - Skivbolag: Rounder Records           | —                    |
| DoorWay                                       | - Releasedatum: 19 juni 2007 - Skivbolag: Rounder Records             | 7                    |
| Walking Song                                  | - Releasedatum: 30 juli 2013 - Skivbolag: Rounder Records             | 7                    |
| Hogan's House of Music                        | - Releasedatum: 25 september 2015 - Skivbolag: Hogan's House of Music | 2                    |
| Carter's Creek Christmas                      | - Releasedatum: 27 november 2015 - Skivbolag: Hogan's House of Music  | —                    |
| "—" anger utgåvor som inte blev listplacerade |                                                                       |                      |